# Strolch

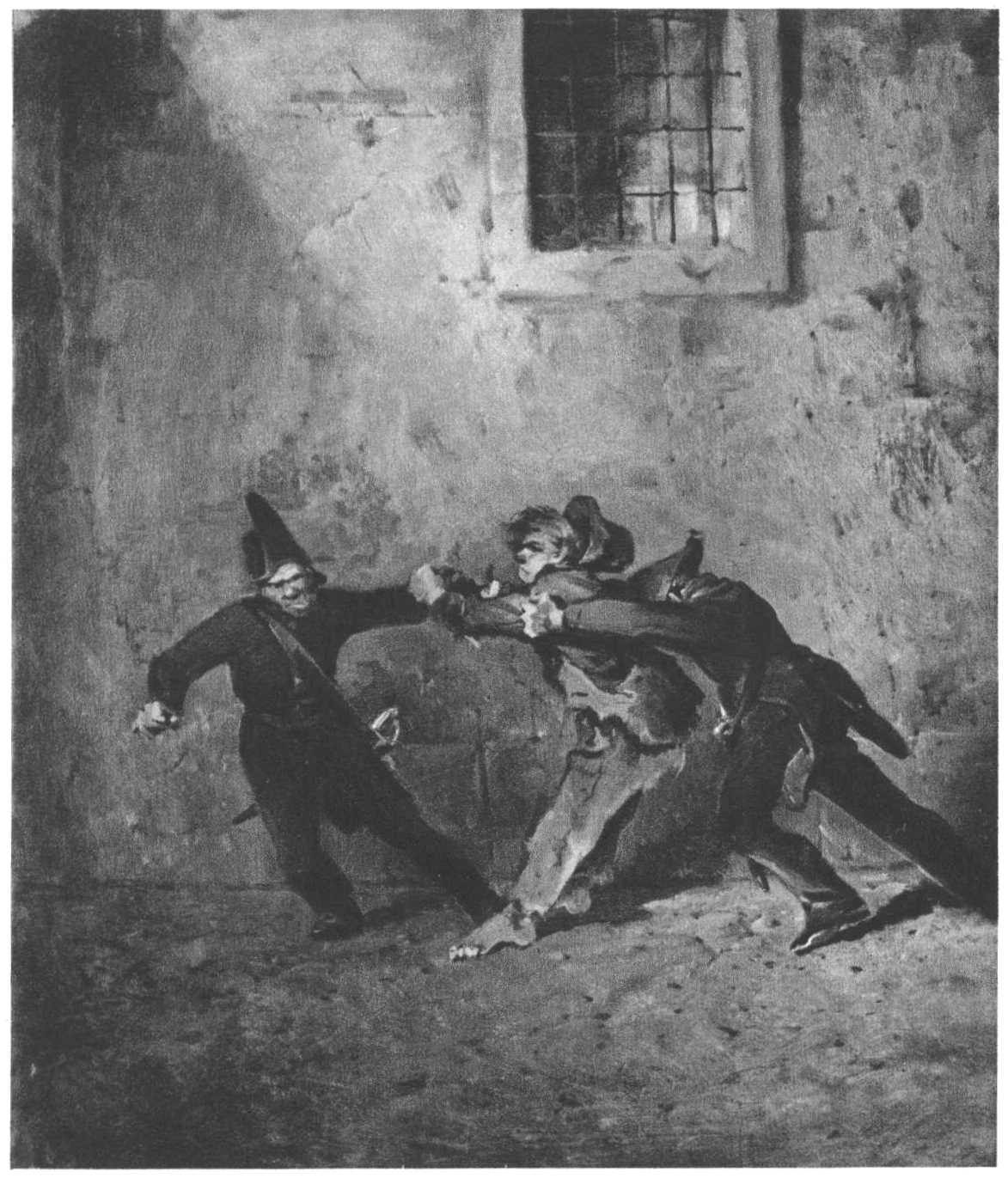
Der Strolch, Gemälde von Ferdinand von Rayski

Der Ausdruck Strolch (aus dem Alemannischen strollen umherstreifen) bezeichnet ursprünglich einen Landstreicher, Vagabunden oder Spitzbuben. Erste Belege des Wortes finden sich 1580 in der Schweiz, literarisch 1670 bei Grimmelshausen, eine größere Verbreitung lässt sich im 19. Jahrhundert nachweisen.
Ein Ableitungsversuch Adolf J. Storfers als Entlehnung schwäbischer Landsknechte aus dem italienischen astrologo (für entsprechende Gaukler im Militärtross) ließ sich hingegen nicht erhärten. Diese Deutung war in der NS-Zeit weit verbreitet.
Das Schimpfwort hat im Lauf der Zeit eine Verniedlichung erfahren, wie es zahlreiche Titel künstlerischer Erzeugnisse belegen:
- Susi und Strolch, Film
- Die kleinen Strolche, US-Fernsehserie
- Lauterbacher Strolch, Statue in Hessen

Auch in Knaurs Wörterbuch von 1985 wird dies durch die aufgeführte Wandlung von Strolch als Synonym für einen Strauchdieb zu Schlingel und kleiner Junge deutlich. Zudem wird noch die Strolchenfahrt als schweizerische Bezeichnung für eine Fahrt mit einem gestohlenen Automobil erwähnt.